# Eupithecia pseudotsugata
Eupithecia pseudotsugata là một loài bướm đêm trong họ Geometridae.